# Ichthyophis elongatus
Espèce
Statut de conservation UICN

 DD  : Données insuffisantes
Ichthyophis elongatus est une espèce de gymnophiones de la famille des Ichthyophiidae.

## Répartition
Cette espèce est endémique de Sumatra en Indonésie.

## Publication originale
- Taylor, 1965 : New asiatic and african caecilians with redescriptions of certain other species. University of Kansas Science Bulletin, vol. 46, no 6, p. 253-302 (texte intégral).